# Emilsen Manyoma
Pour l’article homonyme, voir Manyoma.
Emilsen Manyoma (1985-2017) est une activiste afro-colombienne ayant défendu les droits de l’Homme dans la région de Buenaventura, à l’ouest de la Colombie. Emilsen Manyoma et son mari, Joe Javier Rodallega, ont été tués en janvier 2017.

## Activisme

### Lutte pour les droits de l'Homme
Emilsen Manyoma s'est battue pour défendre les droits de l'Homme. De 2005 jusqu'à sa mort, elle a joué un rôle de premier plan dans la région de Bajo Calima. À 31 ans, elle était à la tête de l'organisation Conpaz (Comunidades Construyendo Paz en los Territorios). Ce groupe est né à l'initiative de communautés locales originaires de régions dans lesquelles se mêlent conflits armés et intérêts privés d'entreprises nationales et multinationales.

#### Défense des Afro-colombiens
Au sein du réseau Conpaz, formé de familles d'origine africaine, indigène ou métisse, Emilsen Manyoma revendique le droit à la vérité et le devoir de mémoire. Avec l'aide de la Commission d'Éthique et l'appui de la Commission de la Justice et de la Paix, Emilsen Manyoma et Conpaz sont parvenus à mettre en place une proposition de Commission de la Vérité colombienne pour régler les conflits au sein même de la société.

#### Défense des déplacés
Pour faire face aux déplacements de population, Emilsen Manyoma soutient la construction de l'espace humanitaire Puente Nayero. Créé le 13 avril 2014 dans le quartier de Playita à Buenaventura, cet espace permet de donner un toit aux déplacés du village de Santa Rosa. Le but de ce projet était aussi de créer un espace urbanisé dans lequel les groupes armés n'ont pas leur place.

### Lutte pour la paix
À travers ses différents projets Emilsen Manyoma s'opposait aussi bien aux intérêts des grandes entreprises minières et agroalimentaires qu'aux groupes paramilitaires colombiens. En 2005, alors que la paix n'était pas encore établie, elle dénonçait déjà le contrôle des paramilitaires et des narco-trafiquants sur la population et plus particulièrement dans le quartier El Calima de Buenaventura.
Le port de Buenaventura et sa périphérie est une des régions les plus pauvres de Colombie. Le chômage touche 62 % de la population et la misère en affecte plus de 9 %. La présence des FARC, des groupes paramilitaires et des narco-trafiquants est particulièrement élevée dans cette zone portuaire. Emilsen Manyoma portait un intérêt particulier à l'éducation des plus jeunes dans de telles régions de Colombie.

## Assassinat
En janvier 2017, Emilsen Manyoma est assassinée avec son compagnon Joe Javier Rodallega. D'après les éléments de l'enquête le couple a été attaqué à l'arme blanche après être monté de force dans un taxi. Les autorités ont retrouvé leurs deux corps en décomposition, le long d'une voie ferrée de Buenaventura, le 17 janvier 2017.
Les FARC on publié un communiqué dans les jours qui suivirent l'assassinat pour affirmer que l'auteur des assassinats était Camilo Robledo (nom de guerre de Marco Antonio Manyoma Ocampo). Ce dernier, déserteur des rangs des FARC, était aussi le frère d'Emilsen. Il lui reprochait son action militante et de résistance face aux groupes armés de la région.
Son engagement contre les intérêts des grandes entreprises et des groupes paramilitaires est décrit comme étant la principale raison de son assassinat. Emilsen Manyoma était une fervente opposante aux groupes paramilitaires d'extrême droite, aux grandes entreprises minières et agroalimentaires ainsi qu'aux narco-trafiquants. Cet assassinat fait partie d'une longue série de disparitions d'activistes colombiens. Entre 2011 et 2016, sous la présidence de Juan Manuel Santos, au moins 534 activistes ont été tués. Malgré le processus de paix avec les FARC commencé en septembre 2012, la disparition de 85 défenseurs des droits de l'Homme fait de 2016 l'année la plus meurtrière.